# José Ángel Hevia

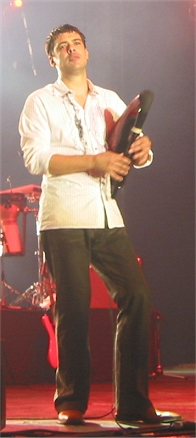
Hevia beim Festival Interceltique in Lorient (2003)

José Ángel Hevia Velasco (* 11. Oktober 1967 in Villaviciosa), als Hevia bekannt, ist ein spanischer Dudelsackspieler und Flötist aus Asturien. Er erfand zusammen mit dem Computerprogrammierer Alberto Arias und dem Techniker Miguel Dopico den elektronischen Dudelsack und machte die keltische Musiktradition seiner Region weltweit populär. Seine Musik ist gekennzeichnet durch keltische und orientalische Rhythmen und afrikanische Gesänge.

## Leben und Werk
José Ángel Hevia stammt aus der kleinen Küstenregion Asturien an der nordspanischen Küste. Schon als Vierjähriger begeisterte er sich für den Dudelsack und träumte davon, eines Tages selbst Musik zu spielen. Während der Schulzeit und des Studiums übte er täglich den Umgang mit diesem Instrument und konnte mehrere Male erfolgreich an Wettbewerben teilnehmen. Nach dem Abschluss seines Studiums baute er mehrere Dudelsackschulen auf, gab sein Wissen weiter und spielte in diversen Ensembles. Er wurde 1999 durch den Titel Busindre reel, der sich sogar in den Popcharts platzieren konnte, international bekannt.

### Elektronischer Dudelsack
Anders als bei einem herkömmlichen Dudelsack muss Hevia seinen MIDI-Dudelsack nicht mit Luft füllen. Ein angeschlossener Computer erkennt die verschiedenen Griffe und reproduziert die Töne eines Dudelsacks. Über dieses Instrument kann Hevia auch Töne anderer Instrumente einzeln oder miteinander erzeugen, wie beispielsweise von einer Flöte, einer Violine oder einem Saxophon.

## Diskografie

### Studioalben
| Jahr | Titel                           | Höchstplatzierung, Gesamtwochen, AuszeichnungChartplatzierungen (Jahr, Titel, Platzierungen, Wochen, Auszeichnungen, Anmerkungen) | Höchstplatzierung, Gesamtwochen, AuszeichnungChartplatzierungen (Jahr, Titel, Platzierungen, Wochen, Auszeichnungen, Anmerkungen) | Höchstplatzierung, Gesamtwochen, AuszeichnungChartplatzierungen (Jahr, Titel, Platzierungen, Wochen, Auszeichnungen, Anmerkungen) | Höchstplatzierung, Gesamtwochen, AuszeichnungChartplatzierungen (Jahr, Titel, Platzierungen, Wochen, Auszeichnungen, Anmerkungen) | Anmerkungen                        |
| Jahr | Titel                           | DE | AT | CH | ES | Anmerkungen                        |
| ---- | ------------------------------- | --- | --- | --- | --- | ---------------------------------- |
| 1999 | Tierra de nadie (No Man’s Land) | DE17 (25 Wo.)DE | AT13 (8 Wo.)AT | CH17 (20 Wo.)CH | ES— ×6SechsfachplatinES | Erstveröffentlichung: Juni 1999    |
| 2000 | Al otro lado (The Other Side)   | DE43 (6 Wo.)DE | — | CH59 (5 Wo.)CH | ES— ×6SechsfachplatinES | Erstveröffentlichung: Oktober 2000 |

grau schraffiert: keine Chartdaten aus diesem Jahr verfügbar
Weitere Alben
- 1991: Hevia
- 2003: Étnico ma non troppo
- 2005: Tierra de Hevia
- 2005: Grandes Éxitos
- 2007: Obsessión
- 2009: Lo mejor de Hevia

### Singles
| Jahr | Titel Album                                   | Höchstplatzierung, Gesamtwochen, AuszeichnungChartplatzierungen (Jahr, Titel, Album, Platzierungen, Wochen, Auszeichnungen, Anmerkungen) | Höchstplatzierung, Gesamtwochen, AuszeichnungChartplatzierungen (Jahr, Titel, Album, Platzierungen, Wochen, Auszeichnungen, Anmerkungen) | Höchstplatzierung, Gesamtwochen, AuszeichnungChartplatzierungen (Jahr, Titel, Album, Platzierungen, Wochen, Auszeichnungen, Anmerkungen) | Höchstplatzierung, Gesamtwochen, AuszeichnungChartplatzierungen (Jahr, Titel, Album, Platzierungen, Wochen, Auszeichnungen, Anmerkungen) | Anmerkungen                          |
| Jahr | Titel Album                                   | DE | AT | CH | ES | Anmerkungen                          |
| ---- | --------------------------------------------- | --- | --- | --- | --- | ------------------------------------ |
| 1999 | Busindre reel Tierra de nadie (No Man’s Land) | DE95 (3 Wo.)DE | — | CH39 (25 Wo.)CH | ES9 (5 Wo.)ES | Erstveröffentlichung: September 1999 |

## Auszeichnungen für Musikverkäufe
Anmerkung: Auszeichnungen in Ländern aus den Charttabellen bzw. Chartboxen sind in ebendiesen zu finden.
| Land/RegionAuszeichnungen für Musikverkäufe (Land/Region, Auszeichnungen, Verkäufe, Quellen) | Gold | Platin       | Verkäufe  | Quellen |
| -------------------------------------------------------------------------------------------- | ---- | ------------ | --------- | ------- |
| Spanien (Promusicae)                                                                         | —    | 12× Platin12 | 1.200.000 | ES      |
| Insgesamt                                                                                    | —    | 12× Platin12 |           |         |